# Hickory (North Carolina)
Hickory ist eine City, die zum überwiegenden Teil im Catawba County im US-Bundesstaat North Carolina liegt. Kleinere Teile befinden sich im Burke County sowie im Caldwell County. Das U.S. Census Bureau ermittelte bei der Volkszählung 2020 eine Einwohnerzahl von 43.490.

## Geographie
Die nächstgelegene Großstadt Greensboro befindet sich ca. 145 Kilometer entfernt im Osten. Durham liegt in einer Entfernung von 220 Kilometern in östlicher Richtung. Im Norden fließt der Catawba River, im Westen beginnt der Pisgah National Forest. Der Interstate-40-Highway tangiert Hickory im Süden.

## Geschichte

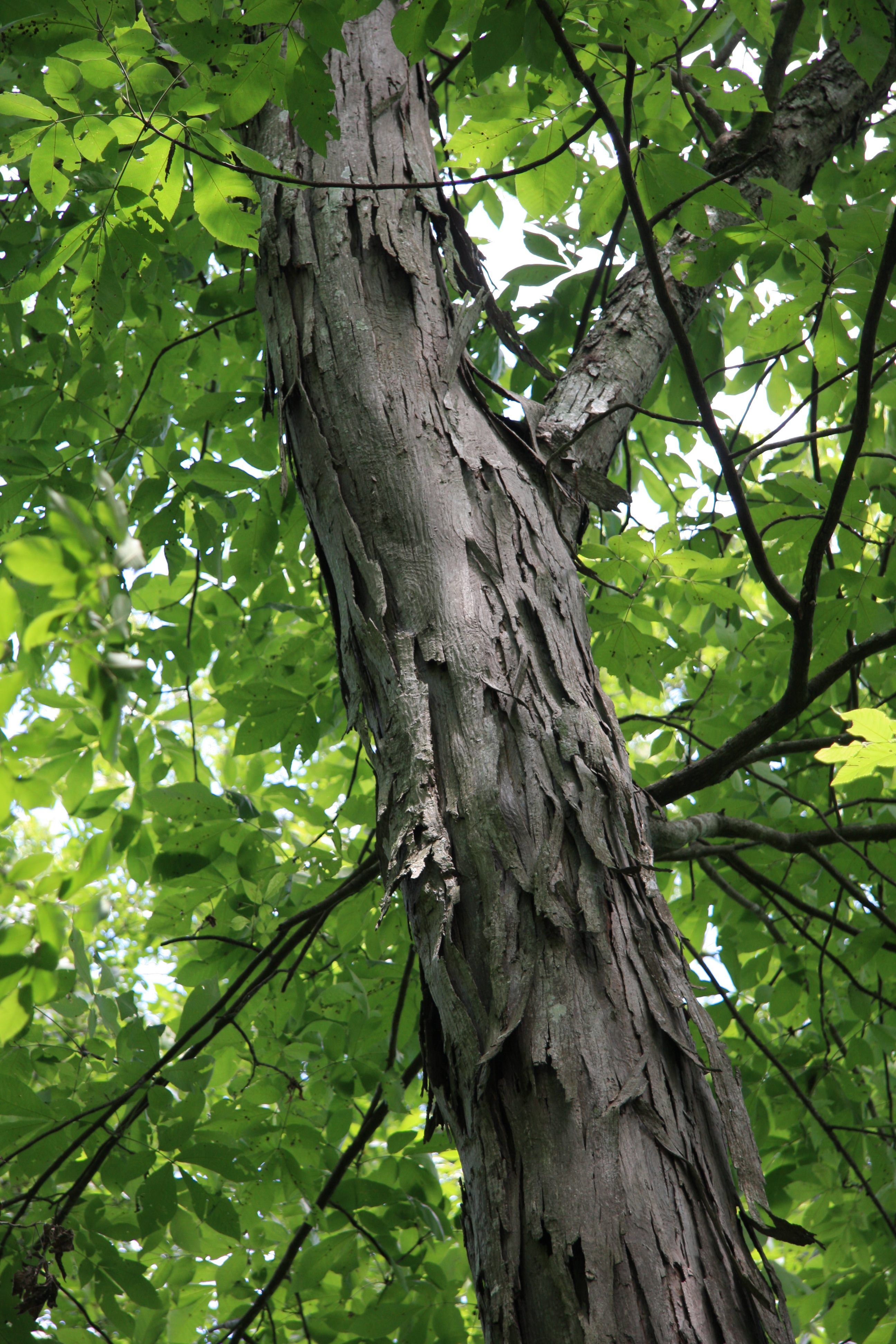
Hickory-Baum

In den 1850er Jahren ließen sich einige aus Deutschland stammende Siedler in der Gegend nieder. Einer von ihnen eröffnete in einem Holzhaus eine kleine Taverne unter einem großen Hickorybaum (Carya) und nannte den Ort in Anlehnung an diesen Baum zunächst Hickory Tavern. Als 1859 die Western North Carolina Railroad, die später in die Southern Railway eingegliedert wurde, den Ort erreichte, ließen sich weitere Siedler nieder. 1873 wurde der Ortsname offiziell in Hickory geändert. Wegen des Waldreichtums der Umgebung mit vielen qualitativ hochwertigen Hölzern, etablierte sich bald ein Zentrum für die Möbelherstellung. Während des Zweiten Weltkriegs wurde in vielen Möbelfabriken auch Holzkisten zur Verpackung von Munition und anderem Kriegsmaterial hergestellt. Bis zum Jahr 1961 entstanden 46 Möbelfabriken, mehrere Sägewerke sowie außerdem einige Textilen verarbeitende Betriebe. In erster Linie wurden hochwertige Möbel und Golfschläger für Hickory-Golf produziert. 
Seit ihrer Gründung 1891 ist Hickory Sitz der Lenoir-Rhyne University.
In der Gegenwart zählt Hickory weiterhin zu den führenden Zentren der Möbelindustrie in den Vereinigten Staaten und einige der Möbelfabriken fertigen ihre Erzeugnisse seit über hundert Jahren noch auf den ursprünglichen Fabrikgeländen. Als neuer Geschäftszweig gewinnt die Herstellung von Lichtleitkabeln zunehmend an Bedeutung. Der Ort wurde von der Zeitschrift Reader’s Digest als Wohngegend mit hoher Lebensqualität und außergewöhnlich guten Möglichkeiten für die Bildung und das Familienleben ausgezeichnet. Hickory wurde in den Jahren 1967, 1987 und 2007 jeweils von der National Civic League mit dem All-America City Award ausgezeichnet und All-America City genannt. Die Auszeichnung wird jährlich an nur zehn Städte in den Vereinigten Staaten vergeben und würdigt die Fähigkeit einer Gemeinde kritische lokale Probleme in vorbildhafter Zusammenarbeit zu lösen. In sportlicher Hinsicht ist der Hickory Motor Speedway ein Anziehungspunkt für den Tourenwagen-Automobilrennsport, auf dem in jedem Jahr Rennen der NASCAR-Serien ausgetragen werden.
Eine Vielzahl historisch wertvoller Gebäude und Plätze aus den Anfängen des Ortes sind im National Register of Historic Places aufgeführt, dazu zählen: Elliott Carnegie Library, Claremont High School Historic District und Hickory Municipal Building sowie eine Reihe von Wohnhäusern wohlhabender Bürger.

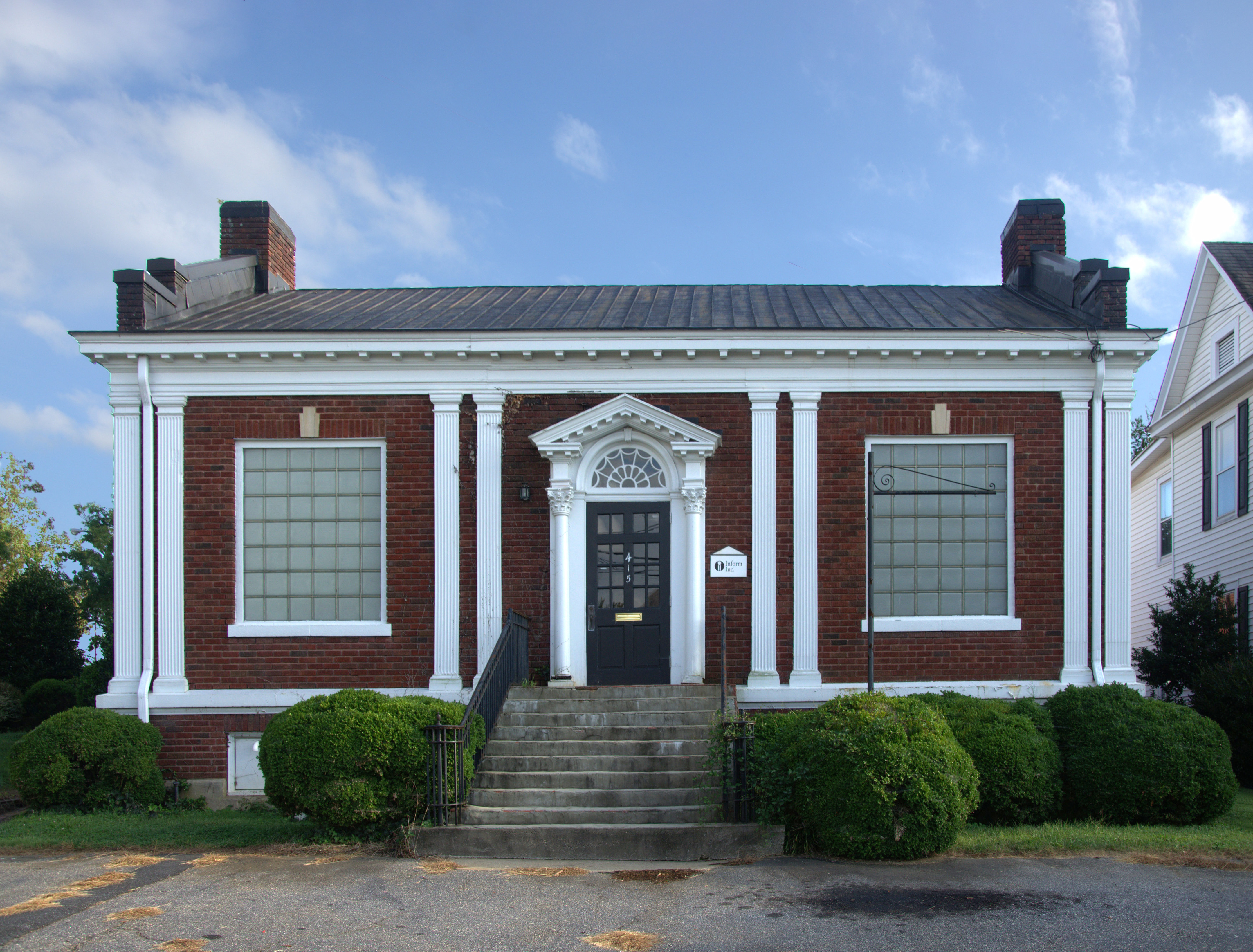
Elliott Carnegie Library
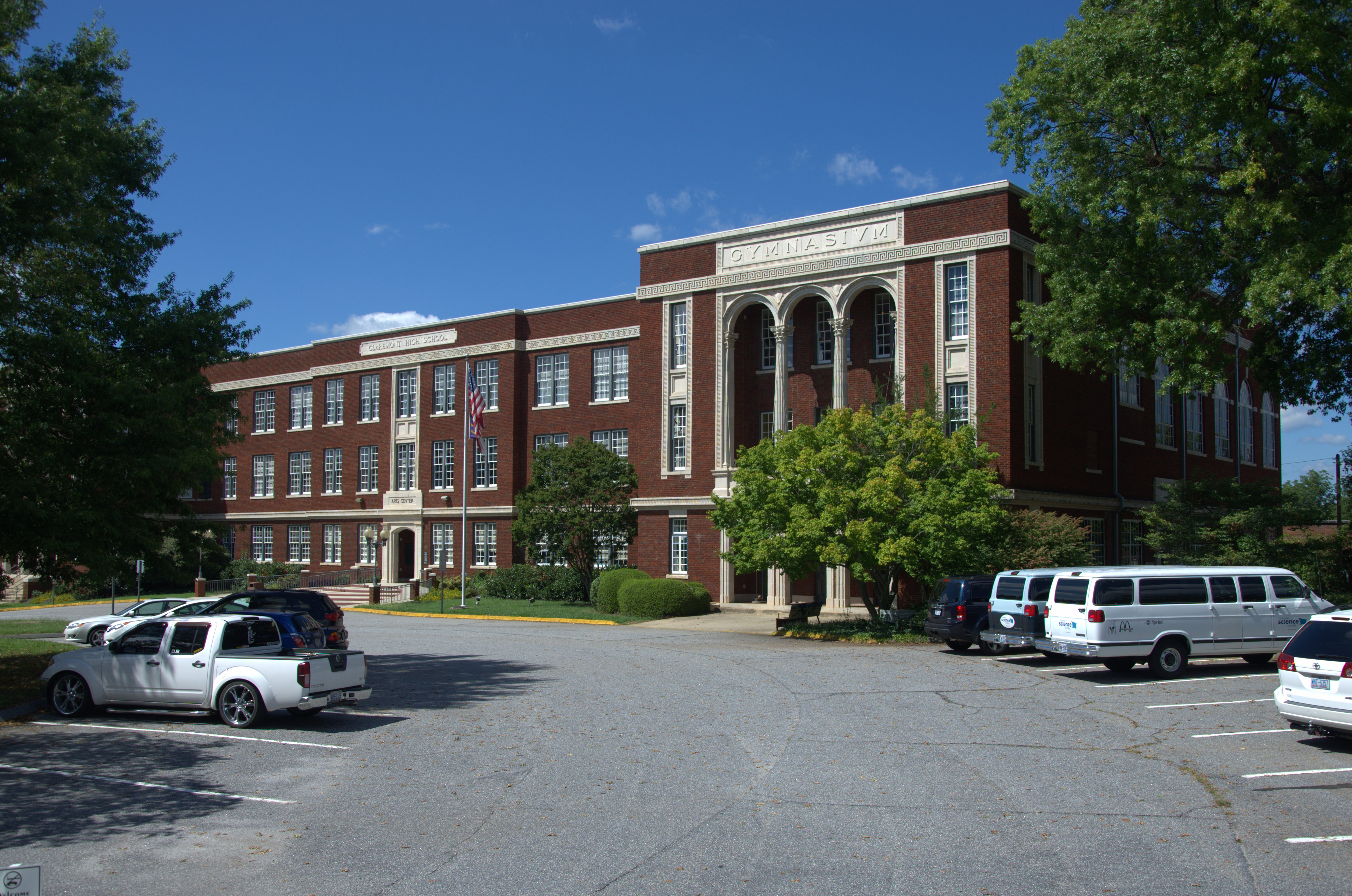
Claremont High School Historic District
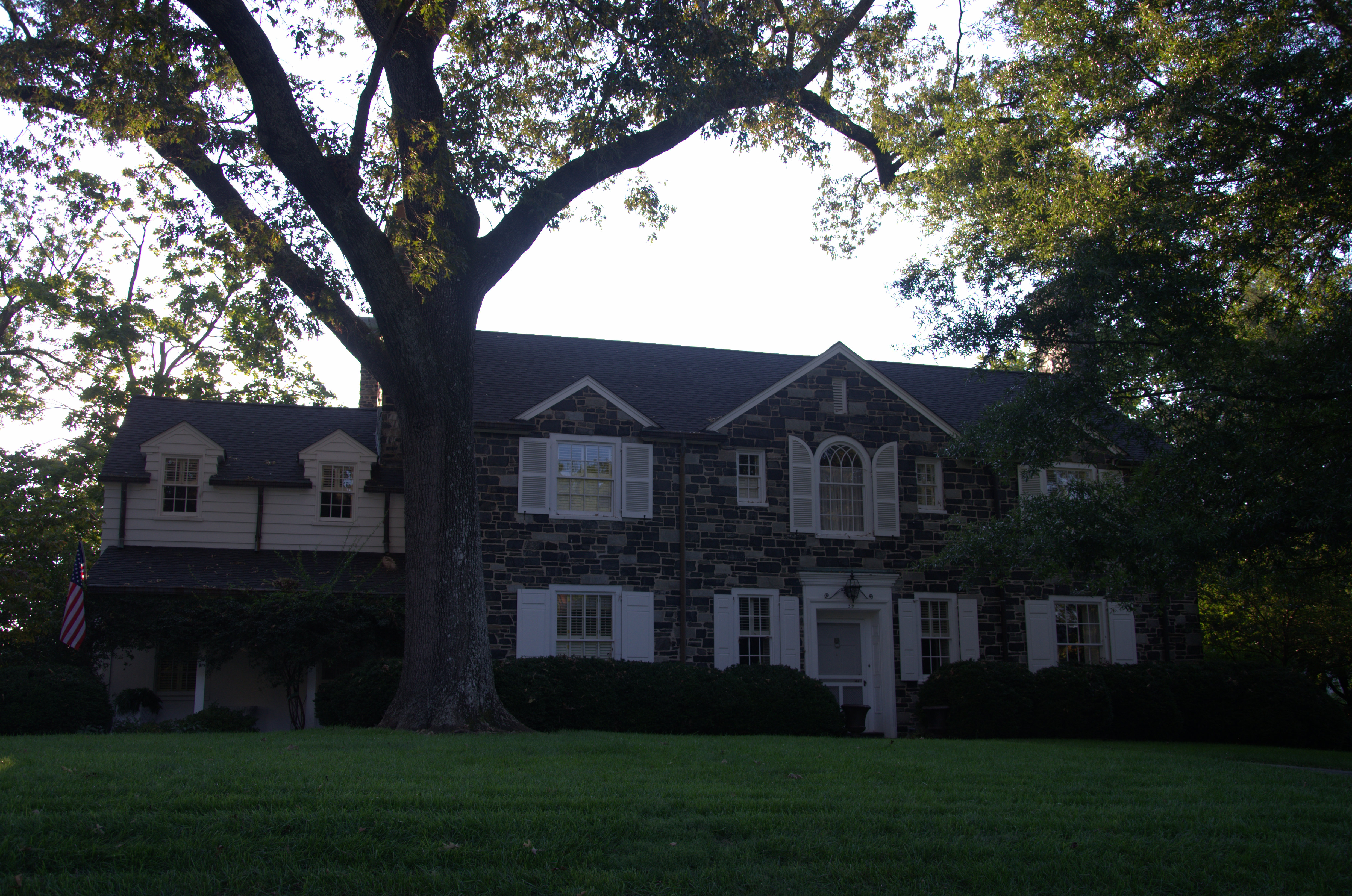
Glenn Frye House
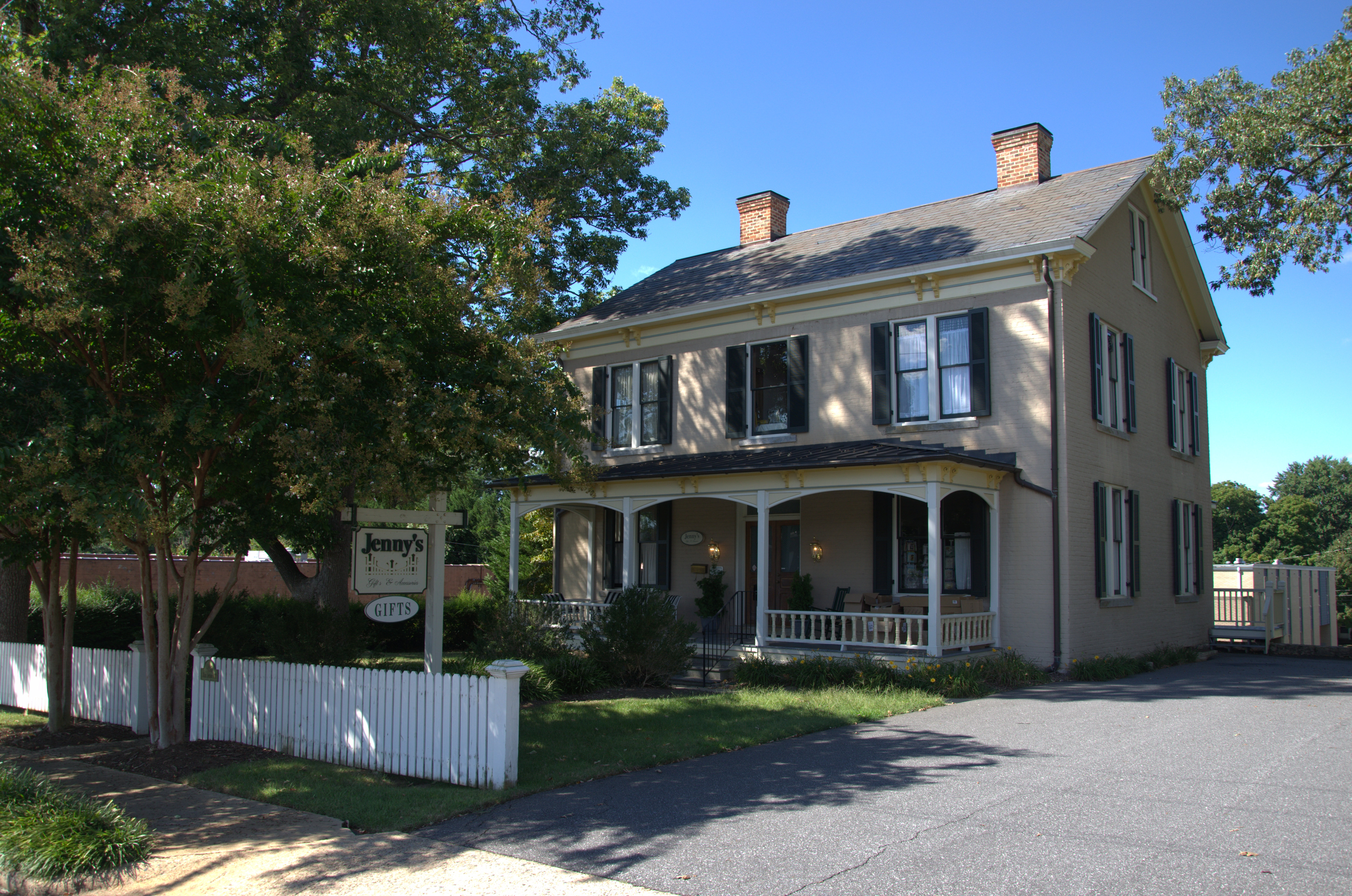
Clement Geitner House

## Demografische Daten
Im Jahr 2014 wurde eine Einwohnerzahl von 40.143 Personen ermittelt, was eine Zunahme um 7,8 % gegenüber dem Jahr 2000 bedeutet. Das Durchschnittsalter der Bewohner lag 2014 mit 37,7 Jahren im Rahmen des Durchschnittswerts von North Carolina, der 37,9 Jahre betrug. 13,7 % der Bewohner gehen auf Einwanderer aus Deutschland zurück. Weitere maßgebliche Zuwanderungsgruppen während der Anfänge des Ortes kamen zu 8,5 % aus England und zu 5,8 % aus Irland.

## Söhne und Töchter der Stadt
- Cass Ballenger (1926–2015), Politiker
- Kenneth Lamar Holland (1934–2021), Politiker
- Elondust Patrick Johnson (* 1967), Autor und Soziologe
- Matthew Settle (* 1969), Schauspieler
- Chris Hughes (* 1983), Unternehmer
- Brad Knighton (* 1985), Fußballspieler
- Norman Reinhardt, Opernsänger
- Ryan Succop (* 1986), Footballspieler
- Ryan Hill (* 1990), Langstreckenläufer
- Drew Starkey (* 1993), Schauspieler
- Landon Dickerson (* 1998), Footballspieler
- Rob Dillingham (* 2005), Basketballspieler